# Joseph Lesurques

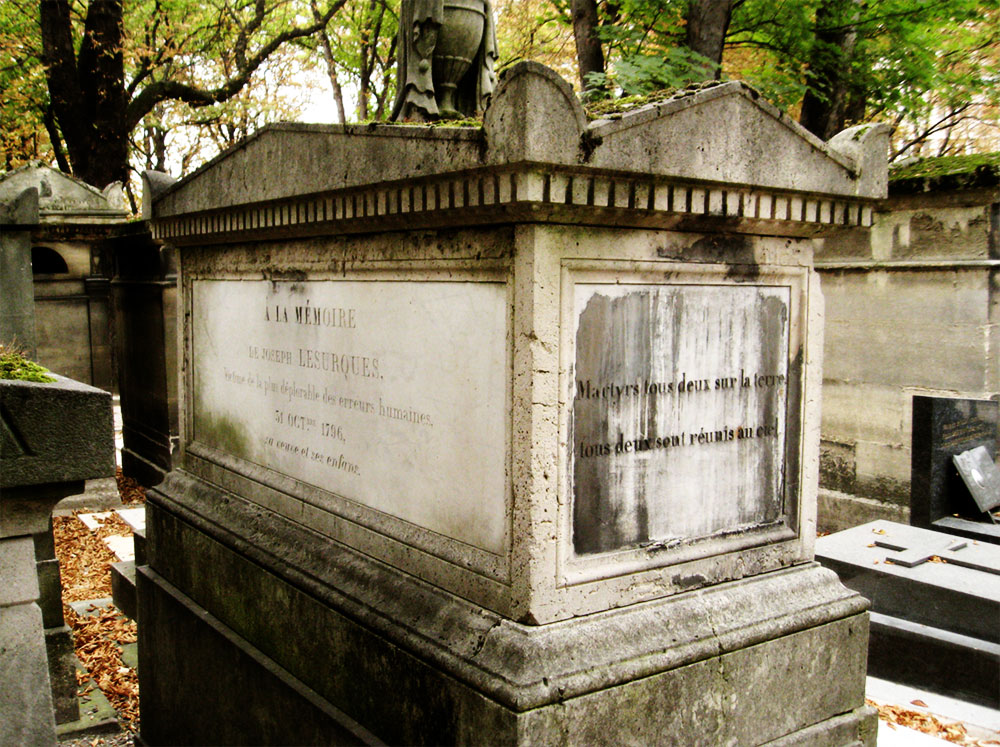
Lesurques’ Grab auf dem Pariser Friedhof Père-Lachaise (Div. 8)

Hugues Nicolas Joseph Lesurques (* 1. April 1763 in Douai; † 3. Oktober 1796 in Paris (guillotiniert)) war ein französischer Geschäftsmann, Sohn von Thomas-Joseph Lesurques und Reine Lacour und verheiratet mit Jeanne Campion, mit der er drei Kinder hatte. Sein Taufdatum war der 2. April 1763.
Er war Opfer eines der berühmtesten Justizirrtümer der Geschichte Frankreichs, die dort unter dem Namen L’affaire du courrier de Lyon bekannt ist.
Er soll am 27. April 1796 an einem Überfall nahe Vert-Saint-Denis auf die Postkutsche Lyon-Paris (mit 80.000 Livres) und Ermordung zweier der drei Insassen beteiligt gewesen sein. Obwohl der Mitangeklagte Couriol aussagte, dass der blonde Joseph Lesurques, der einem anderen, nicht angeklagten braunhaarigen Mittäter namens André Dubosc sehr ähnlich sah, nicht beteiligt war, beschworen acht Zeugen die Schuld Lesurques’. Noch auf dem Schafott beteuerte er seine Unschuld. Einige Monate später wird der bislang unbekannte Überlebende des Kutschenüberfalls verhaftet, der die Beteiligung von Dubosc bestätigt. Richter Daubenton demonstrierte dazu im Gerichtssaal, dass Dubosc seinerzeit eine blonde Perücke trug – er war für seine Verkleidungen bekannt. Nun bestätigten die Zeugen, dass sie Dubosc gesehen hätten. Lesurques’ Grab befindet sich auf dem Pariser Friedhof Père-Lachaise.

## Rezeption